# 富尔日
富尔日（法語：Fourges，法語發音：[fuʁʒ]）是法国厄尔省的一个旧市镇，位于该省东部，属于莱桑德利区。2016年1月1日，富尔日和相邻的另外13个市镇合并为新市镇埃普特河畔韦克桑（Vexin-sur-Epte）。

## 地理
富尔日（49°7'16"N, 1°38'25"E）面积7.72 平方千米，位于法国诺曼底大区厄尔省，该省份为法国北部内陆省份，北起滨海塞纳省，西接奧恩省和卡爾瓦多斯省，南至厄尔-卢瓦省，东临瓦兹省、瓦兹河谷省和伊夫林省。
与富尔日接壤的市镇（或旧市镇、城区）包括：比圣雷米、埃普特河畔韦克桑、加尼、阿姆尼库尔、布赖和吕。

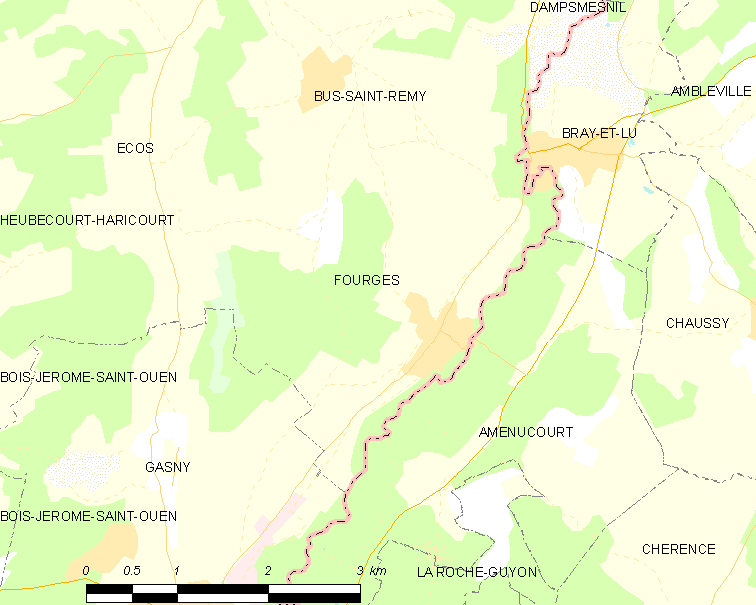
富尔日的OSM定位图

富尔日的时区为UTC+01:00、UTC+02:00（夏令时）。

## 行政
富尔日的邮政编码为27630，INSEE市镇编码为27262。

## 政治
富尔日所属的省级选区为莱桑德利县。

## 人口

1962-2008年间富尔日人口变化图示

富尔日于2018年1月1日时的人口数量为763人。